# Mochélan Zoku
Mochélan Zoku is een hiphopband uit Charleroi rond rapper Mochélan (echte naam Simon Delecosse). Zoku is het Japanse woord voor 'familie' of 'clan'.

## Mochélan
In 2011 bracht Mochélan de demo Mon corps t’exprime uit. In 2012 werd hij winnaar van "spoken word" categorie op de Paroles urbaines-wedstrijd van Musique à la française. en won hij de eerste prijs op de Biennale de la chanson française.
In 2013 bracht Mochélan zijn debuut-EP Versus uit, die in 2014 genomineerd werd in de categorie "musiques urbaines" op de Octaves de la musique.

## Mochélan Zoku
Mochélan's volwaardige debuutalbum Image à la pluie werd uitgegeven onder de naam Mochélan Zoku, om aan te geven dat het album niet enkel door hemzelf werd gemaakt, maar dat hij ondersteund werd door een band. Het album won in 2015 de categorie "musiques urbaine" op de Octaves de la musique.
Mochélan Zoku won in 2014 een Sabam Award voor de voorstelling Nés Poumon Noir in de categorie Arts de la scène en speelde in 2015 onder meer op het Dour Festival.

## Onderscheidingen
- 2015 : Octaves de la musique, winnaar categorie "musiques urbaines" voor het album Image à la pluie
- 2014 : Octaves de la musique, genomineerde categorie "musiques urbaines" voor de EP Versus
- 2014 : Sabam Award voor de voorstelling Nés Poumon Noir in de categorie Arts de la scène
- 2012 : Eerste prijs op de Biennale de la chanson française
- 2012 : Concours DFDT, prijs van de jeugd 2011[10]
- 2012 : Winnaar categorie Spoken word op de Paroles urbaines"-wedstrijd van Musique à la française

## Discografie
- 2013 Versus (EP)
- 2014 Image à la pluie (Igloo Records)